# Pertiguero

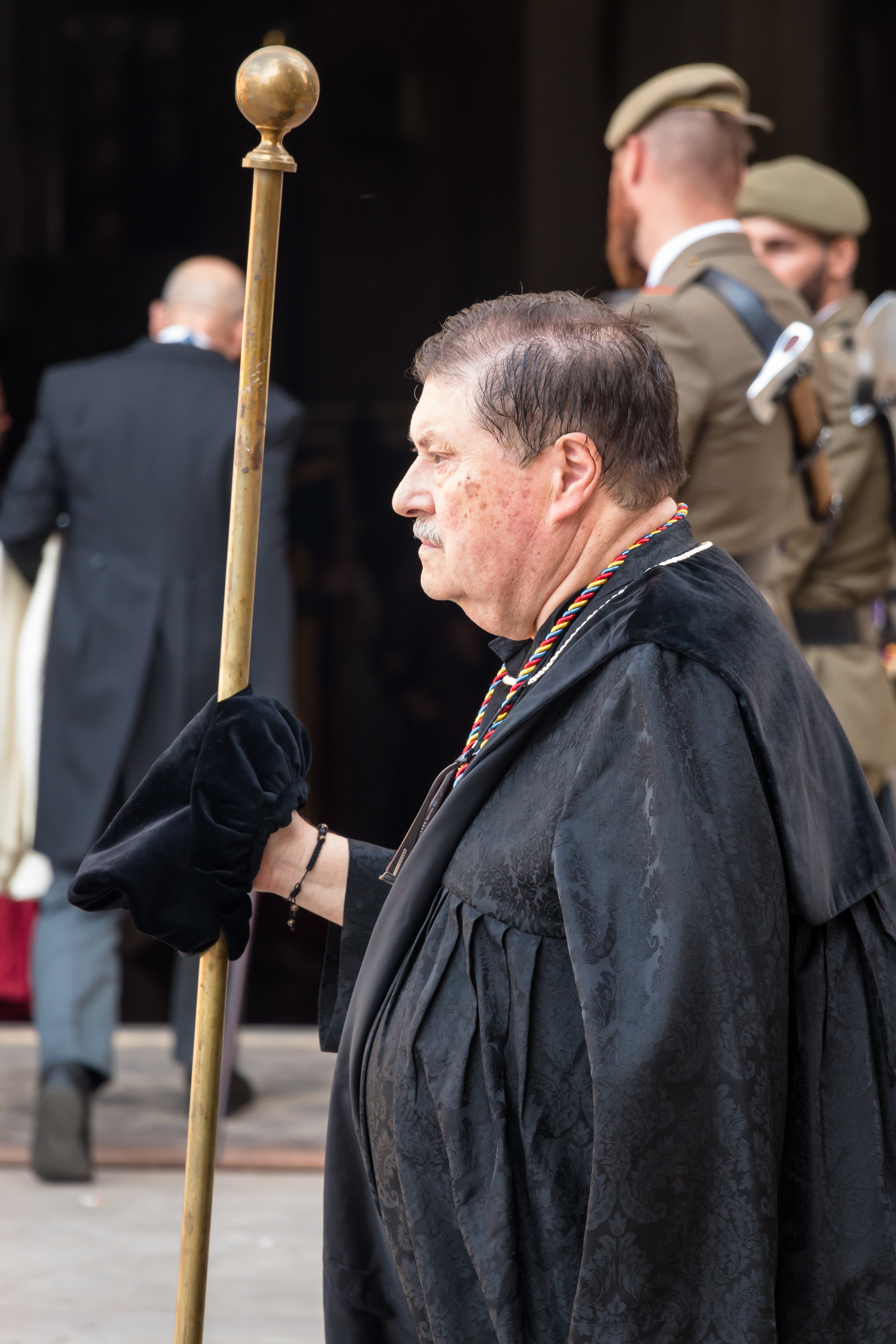
Pertiguer de la Seu de Valencia, en una procesión del Corpus Christi.

Pertiguero es el oficial eclesiástico encargado de mantener el orden en las iglesias y hacer los honores en las ceremonias, particularmente en las costumbres católicas de España. En Santiago de Compostela, se le llama también pincerna. y en Valencia pertiguer.
En las procesiones religiosas celebradas con motivo de Semana Santa u otras ocasiones, se llama pertiguero al acólito principal que porta una pértiga, mediante la cual, golpeando el suelo, dirige y ordena las actuaciones del resto de los acólitos, tanto los que portan la cera (acólitos ceraferarios), como los que llevan el incienso (acólitos turiferarios).
El báculo particular del pertiguero se llama pértiga, en latín Pedellus de pedum, que significa cayado, porque lo lleva en la mano en señal de su oficio. Se dice en el Diccionario de casos de conciencia que puede venderse sin simonía el oficio de pertiguero cuyas funciones son llevar el báculo y acompañar a los curas o canónigos cuando hacen algunas ceremonias, sobre todo en las iglesias en que esto se acostumbra. La razón es que, no teniendo nada de espiritual en sus funciones no puede comprendérsele en la prohibición que hacen los cánones de vender los oficios que tienen alguna administración eclesiástica o que dependen de la jurisdicción o poder de los eclesiásticos.